# Кингстон (Невада)
Кингстон (енгл. Kingston) насељено је место без административног статуса у америчкој савезној држави Невада.

## Демографија
По попису из 2010. године број становника је 113.
| Група             | 2000.    | 2010.       |
| Белци             | 0 (0,0%) | 108 (95,6%) |
| Афроамериканци    | 0 (0,0%) | 0 (0,0%)    |
| Азијати           | 0 (0,0%) | 2 (1,8%)    |
| Хиспаноамериканци | 0 (0,0%) | 2 (1,8%)    |
| Укупно            | 0        | 113         |